# Jobst Henrich von Plettenberg
Jobst Henrich Franz Gustav Wilhelm Eugen Freiherr von Plettenberg (* 27. April 1866 in Oevinghausen; † 31. Oktober 1921 in Berlin) war ein preußischer Landrat.

## Leben
Jobst Henrich ist Angehöriger des westfälischen Uradelsgeschlechtes Plettenberg. Seine Eltern waren Adelheid Freiin von Nordeck und der Gutsherr Wilhelm Freiherr von Plettenberg auf Oevinghausen, Wilhelm war in erster Ehe mit der Schwester Mathilde Freiin von Nordeck liiert. Das Gut des Vaters erbte zunächst der älteste Bruder Walther, der 1878 starb. Dann folgte im Besitz der zweite Bruder Hunold Freiherr von Plettenberg.
Jobst Henrich selbst wirkte als Landrat im Kreis Kolmar i. Posen der Provinz Posen von 1902 bis 1919. Er war zudem Hauptmann d. R. des 1. Garde-Regiments zu Fuß zu Potsdam. Jobst Henrich war preußischer Geheimer Regierungsrat und Rechtsritter des Johanniterordens.
Am 6. Oktober 1899 heiratete er in Moltow (Pommern) seine Uranie von Braunschweig, Tochter des pommerschen Gutsbesitzers, Rittmeister a. D., Rechtsritter des Johanniterordens und kgl. preuß. Kammerherrn Karl Eugen von Braunschweig sen. auf Moltow und der Helene Wernitz. Die Ehe blieb kinderlos. Als Witwe verheiratete sich Uranie mit dem Oberpfarrer Rudolf Bode und lebte im Kreis Lebus, östlich von Berlin.